# يوشيو شيمورا
يوشيو شيمورا (باليابانية: 志村義夫) هو دراج ياباني، ولد في 23 سبتمبر 1940.

## وصلات خارجية
- يوشيو شيمورا على موقع أوليمبيديا (الإنجليزية)